# グレートオーシャン・ロード

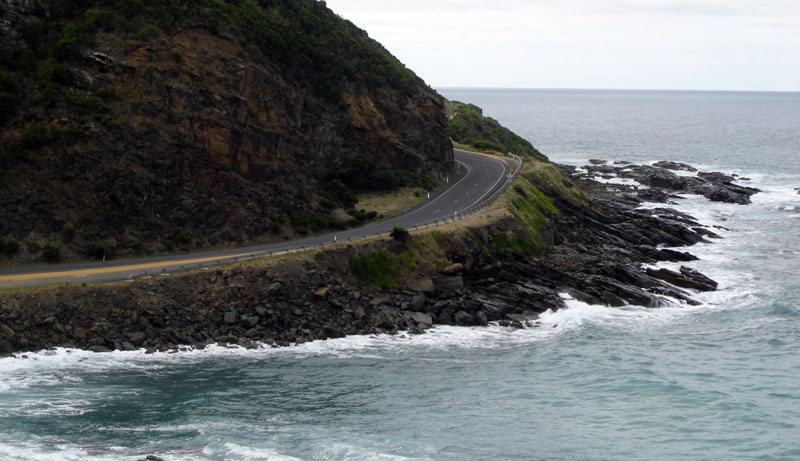

グレート・オーシャン・ロード（Great Ocean Road）はオーストラリア南東、ビクトリア州沿岸に走る道路（ジーロング 〜 ウォーナンブール間）、建設は第一次・第二次世界大戦間の大恐慌の時期に帰還兵の仕事に政府が計画した。 全てつるはし、シャベル、ダイナマイトを使って人力で16年かかって完成した。
バス海峡とインド洋の最高に美しい景色が楽しめる。 ザ・トゥエルブ・アポストルズ、ロンドン・アーチ を含む素晴らしい自然岩の景観が楽しめる。観光拠点としてポート・キャンベルなどの町がある。
速度制限は場所によって 80km/h から 100km/h だが、多くの場所で急なカーブがあり制限速度まで届かない。 2車線（片側1車線）道路、左側通行

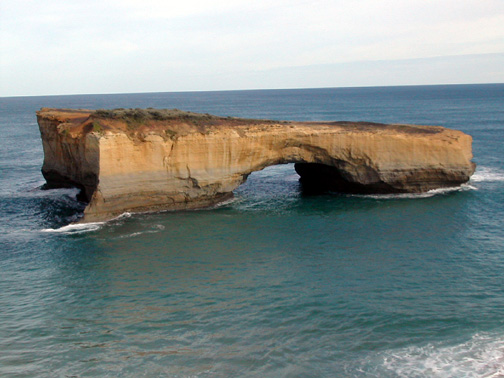
ロンドン・アーチ
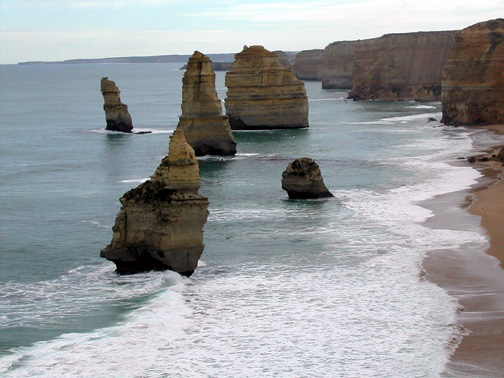
ザ・トゥエルブ・アポストルズ